# Bobby's wereld
Bobby's wereld, originele titel Bobby's World, is een Amerikaanse tekenfilmserie voor kinderen die werd gemaakt door Fox Kids van 1990 tot 1998. In Nederland is de serie uitgezonden door TV10 in 1997 en Fox Kids/Jetix van 2001 tot 2005. De serie handelde over het dagelijks leven van Bobby Generic, die door zijn overactieve verbeelding van de werkelijkheid kon overspringen naar een fantasiewereld.

## Geschiedenis
De serie werd bedacht door acteur en komiek Howie Mandel, die het typetje Bobby regelmatig liet langskomen in zijn stand-upcomedyshows in Canada en de Verenigde Staten. Mandel was verantwoordelijk voor de karakters van de serie en verzorgde in de Engelse versie van de serie zowel de stem van Bobby als van zijn vader Howard, die feitelijk de cartoonversie van Mandel zelf is.
Mandel speelt voor en na iedere aflevering zelf ook een scène waarin hij een uitleg geeft over het verhaal en waarin hij deze illustreert met verhalen uit zijn eigen jeugd. Soms verscheen in deze scènes ook een geanimeerde Bobby.

## Hoofdpersonages
- Bobby Generic, 4 jaar oud, springt gemakkelijk over van de werkelijkheid naar een fantasiewereld. Hij beweert dat hij afkomstig was uit een magische sprookjeswereld genaamd "Bobbyland", waar hij de heerser van alles was.
- Howard Generic, Bobby's vader, gemodelleerd naar comedian Howie Mandel
- Martha Generic, de moeder van het gezin
- Kelly Generic, de enige dochter in het gezin, 14 jaar oud
- Derek Generic, Bobby's broer van 10 jaar oud
- De tweeling, Bobby's babybroertjes, komen voor in latere seizoenen
- Tante Ruth, de zus van Bobby's moeder Martha
- Oom Ted, Bobby's gekke oom met wie hij veel avonturen beleeft
- Roger, de hond van de familie Generic
- Jackie, het buurmeisje van Bobby, dat hem altijd tracht te zoenen

## Nasynchronisatie
De serie werd door Fox Kids/Jetix nagesynchroniseerd met onder meer de volgende stemacteurs:
- Bobby – Marc-Marie Huijbregts
- Vader Howie Generic – Laus Steenbeeke
- Zus Kelly – Wivineke van Groningen
- Broer Derek, Captain Squash[bron?] – Fred Meijer
- Oom Ted – Luk Van Mello
- Jackie – Carolina Mout